# Diego Elías
Diego Elías (Lima, 19 novembre 1996) è un giocatore di squash peruviano.
Nell’aprile 2023 ha raggiunto il primo posto nella classifica mondiale, divenendo il primo sudamericano nella storia a riuscirci.

## Carriera
Elías ha collezionato i suoi primi successi già tra gli juniores vincendo il British Junior Open e l’US Junior Open due volte. Il 27 luglio 2019 ha conquistato la medaglia d’oro ai giochi panamericani 2019. Nell’ottobre 2021 ha vinto il suo primo titolo platinum nel PSA World Tour vincendo il Qatar Classic.
Nell’aprile 2023 ha conquistato il primo posto nella classifica mondiale dopo aver raggiunto  la finale del British Open, poi persa contro Ali Farag. Poco dopo ha raggiunto i quarti di finale ai campionati mondiali, venendo sconfitto da Karim Abdel Gawad.